# 대한민국 형사소송법 제333조
대한민국 형사소송법 제333조는 압수장물의 환부에 대한 형사소송법의 조문이다.

## 조문
제333조(압수장물의 환부) ① 압수한 장물로서 피해자에게 환부할 이유가 명백한 것은 판결로써 피해자에게 환부하는 선고를 하여야 한다.
②전항의 경우에 장물을 처분하였을 때에는 판결로써 그 대가로 취득한 것을 피해자에게 교부하는 선고를 하여야 한다.
③가환부한 장물에 대하여 별단의 선고가 없는 때에는 환부의 선고가 있는 것으로 간주한다.
④전3항의 규정은 이해관계인이 민사소송절차에 의하여 그 권리를 주장함에 영향을 미치지 아니한다.

第333條(押收贓物의 還付) ① 押收한 贓物로서 被害者에게 還付할 理由가 明白한 것은 判決로써 被害者에게 還付하는 宣告를 하여야 한다.
②前項의 境遇에 贓物을 處分하였을 때에는 判決로써 그 代價로 取得한 것을 被害者에게 交付하는 宣告를 하여야 한다.
③假還付한 贓物에 對하여 別段의 宣告가 없는 때에는 還付의 宣告가 있는 것으로 看做한다.
④前3項의 規定은 利害關係人이 民事訴訟節次에 依하여 그 權利를 主張함에 影響을 미치지 아니한다.

## 참고 문헌
- 손동권 신이철, 새로운 형사소송법(초판, 2013), 세창, 2013. ISBN 9788984114081